# تلنت (اورگن)
تلنت (به انگلیسی: Talent) شهری در شهرستان جفرسون ایالت اورگن است و در سرشماری سال ۲۰۱۱ میلادی، ۶٬۰۹۵ نفر جمعیت داشته که نسبت به سال ۲۰۱۰، ۰٫۴۸ درصد رشد جمعیت داشته‌است.

## موقعیت جغرافیایی
موقعیت جغرافیایی شهرها و مناطق اطراف به شرح زیر است: